# Bonaventura Puig i Ferrer
Bonaventura Puig i Ferrer (Sabadell, 12 de febrer de 1823 - 18 de desembre de 1908) fou un metge metge català.

## Biografia
Va estudiar a la Facultat de Medicina de la Universitat de Barcelona i es va llicenciar el 1847, quan tenia 25 anys. El doctor Puig va ser tota una institució a Sabadell, on exercí la medicina durant més de seixanta anys, respectat  i venerat pels sabadellencs. Participà també en moltes activitats ciutadanes i culturals.
El 1901 se li va voler dedicar el carrer de les Comèdies, cosa que no es feu per l'oposició d'Antoni Borgonyó, que deia que era millor dedicar-li el primer carrer que s'obrís a la ciutat. El desembre de 1908, a proposta del doctor Josep Mir, regidor de l'Ajuntament que presidia Feliu Griera, es canvià el nom del carrer de Sant Domènec –que ja hi era a la Creu Alta, agregada feia poc a Sabadell– pel del Doctor Puig.